# Led Zeppelin Remasters

## A banda mais conhecida no mundo
Remasters é a primeira coletânea oficial da banda britânica de rock Led Zeppelin, com material selecionado pelo guitarrista Jimmy Page.Foi lançada em outubro de 1990 na Europa e nos Estados Unidos  junto com o Boxed Set de quatro CDs intitulado Led Zeppelin'". Na Europa foi apresentado em Vinil triplo com 24 músicas, em Cassete, e CD duplo  (ambos os formatos com duas canções a mais e em ordem diferente do vinil). 
Nos Estados Unidos era vendido pela televisão, exclusivamente em CD duplo. Nessa campanha era apresentado um número de tefelone para a compra, e a entrega era por "Air Mail", com o CD de entrevistas "Profiled" (que também foi lançado na Europa) indo de "brinde" para o comprador. 
Logo em seguida saiu de catálogo, sendo relançado somente nos EUA em 1992 com uma capa diferente, em Digipack, e com Profiled fazendo parte deste "Box". 
Em outubro de 1997 foi relançado novamente em CD duplo, visando os trinta anos de fundação do grupo.
Ambas as versões saíram de catálogo em 2007 em função do lançamento de Mothership, compilação que teve as canções selecionadas por Jimmy Page, John Paul Jones e Robert Plant.

## Faixas
Edição em vinil, 1990:
| Lado 1 |                                                      |                                              |      |
| No.    |                                                      |                                              |      |
| 1.     | "Communication Breakdown" (from Led Zeppelin, 1969)  | John Bonham, John Paul Jones, and Jimmy Page | 2:29 |
| 2.     | "Babe I'm Gonna Leave You" (from Led Zeppelin, 1969) | Bredon, Page, and Robert Plant               | 6:42 |
| 3.     | "Good Times Bad Times" (from Led Zeppelin, 1969)     | Bonham, Jones, and Page                      | 2:45 |
| 4.     | "Dazed and Confused" (from Led Zeppelin, 1969)       | Holmes, Page                                 | 6:26 |
| 5.     | "Heartbreaker" (from Led Zeppelin II, 1969)          | Bonham, Jones, Page, and Plant               | 4:14 |

| Lado 2 |                                                            |                                      |      |
| No.    |                                                            |                                      |      |
| 6.     | "Whole Lotta Love" (from Led Zeppelin II, 1969)            | Bonham, Dixon, Jones, Page and Plant | 5:34 |
| 7.     | "Ramble On" (from Led Zeppelin II, 1969)                   | Page and Plant                       | 4:23 |
| 8.     | "Since I've Been Loving You" (from Led Zeppelin III, 1970) | Jones, Page and Plant                | 7:24 |
| 9.     | "Celebration Day" (from Led Zeppelin III, 1970)            | Jones, Page and Plant                | 3:28 |
| 10.    | "Immigrant Song" (from Led Zeppelin III, 1970)             | Page and Plant                       | 2:23 |

| Lado 3 |                                                       |                               |      |
| No.    |                                                       |                               |      |
| 11.    | "Black Dog" (from Led Zeppelin IV, 1971)              | Jones, Page and Plant         | 4:54 |
| 12.    | "Rock and Roll" (from Led Zeppelin IV, 1971)          | Bonham, Jones, Page and Plant | 3:40 |
| 13.    | "The Battle of Evermore" (from Led Zeppelin IV, 1971) | Page and Plant                | 5:57 |
| 14.    | "Stairway to Heaven" (from Led Zeppelin IV, 1971)     | Page and Plant                | 7:59 |

| Lado 4 |                                                             |                               |      |
| No.    |                                                             |                               |      |
| 15.    | "The Song Remains the Same" (from Houses of the Holy, 1973) | Page and Plant                | 5:28 |
| 16.    | "D'yer Mak'er" (from Houses of the Holy, 1973)              | Bonham, Jones, Page and Plant | 4:21 |
| 17.    | "No Quarter" (from Houses of the Holy, 1973)                | Jones, Page and Plant         | 7:01 |
| 18.    | "Houses of the Holy" (from Physical Graffiti, 1975)         | Page and Plant                | 4:03 |

| Lado 5 |                                                      |                        |      |
| No.    |                                                      |                        |      |
| 19.    | "Trampled Under Foot" (from Physical Graffiti, 1975) | Jones, Page and Plant  | 5:35 |
| 20.    | "Kashmir" (from Physical Graffiti, 1975)             | Bonham, Page and Plant | 8:32 |
| 21.    | "Nobody's Fault but Mine" (from Presence, 1976)      | Page and Plant         | 6:27 |

| Lado 6 |                                                       |                       |       |  |
| No.    | Title                                                 |                       |       |  |
| 22.    | "Achilles Last Stand" (from Presence, 1976)           | Page and Plant        | 10:23 |  |
| 23.    | "All My Love" (from In Through the Out Door, 1979)    | Jones, Plant          | 5:51  |  |
| 24.    | "In the Evening" (from In Through the Out Door, 1979) | Jones, Page and Plant | 6:49  |  |

"Misty Mountain Hop" and "The Rain Song" não foram incluídas na edição em vinil.

## Edição em CD.
CD 1
| No. |                                                            |                                              |      |
| 1.  | "Communication Breakdown" (from Led Zeppelin, 1969)        | Bonham, Jones, Page                          | 2:29 |
| 2.  | "Babe I'm Gonna Leave You" (from Led Zeppelin, 1969)       | Anne Bredon, Page, and Robert Plant          | 6:42 |
| 3.  | "Good Times Bad Times" (from Led Zeppelin, 1969)           | Bonham, Jones, and Page                      | 2:45 |
| 4.  | "Dazed and Confused" (from Led Zeppelin, 1969)             | Page, Holmes                                 | 6:26 |
| 5.  | "Whole Lotta Love" (from Led Zeppelin II, 1969)            | Bonham, Willie Dixon, Jones, Page, and Plant | 5:34 |
| 6.  | "Heartbreaker" (from Led Zeppelin II, 1969)                | Bonham, Jones, Page, and Plant               | 4:14 |
| 7.  | "Ramble On" (from Led Zeppelin II, 1969)                   | Page and Plant                               | 4:23 |
| 8.  | "Immigrant Song" (from Led Zeppelin III, 1970)             | Page and Plant                               | 2:23 |
| 9.  | "Celebration Day" (from Led Zeppelin III, 1970)            | Jones, Page, and Plant                       | 3:28 |
| 10. | "Since I've Been Loving You" (from Led Zeppelin III, 1970) | Jones, Page, and Plant                       | 7:24 |
| 11. | "Black Dog" (from Led Zeppelin IV, 1971)                   | Jones, Page, and Plant                       | 4:54 |
| 12. | "Rock and Roll" (from Led Zeppelin IV, 1971)               | Bonham, Jones, Page, and Plant               | 3:40 |
| 13. | "The Battle of Evermore" (from Led Zeppelin IV, 1971)      | Page and Plant                               | 5:57 |
| 14. | "Misty Mountain Hop" (from Led Zeppelin IV, 1971)          | Jones, Page, and Plant                       | 4:37 |
| 15. | "Stairway to Heaven" (from Led Zeppelin IV, 1971)          | Page and Plant                               | 7:59 |

CD 2
| No. |                                                             |                               |       |
| 1.  | "The Song Remains the Same" (from Houses of the Holy, 1973) | Page and Plant                | 5:28  |
| 2.  | "The Rain Song" (from Houses of the Holy, 1973)             | Page and Plant                | 7:39  |
| 3.  | "D'yer Mak'er" (from Houses of the Holy, 1973)              | Bonham, Jones, Page and Plant | 4:21  |
| 4.  | "No Quarter" (from Houses of the Holy, 1973)                | Jones, Page, and Plant        | 7:01  |
| 5.  | "Houses of the Holy" (from Physical Graffiti, 1975)         | Page and Plant                | 4:03  |
| 6.  | "Kashmir" (from Physical Graffiti, 1975)                    | Bonham, Page, and Plant       | 8:32  |
| 7.  | "Trampled Under Foot" (from Physical Graffiti, 1975)        | Jones, Page, and Plant        | 5:35  |
| 8.  | "Nobody's Fault but Mine" (from Presence, 1976)             | Page and Plant                | 6:27  |
| 9.  | "Achilles Last Stand" (from Presence, 1976)                 | Page and Plant                | 10:23 |
| 10. | "All My Love" (from In Through the Out Door, 1979)          | Jones and Plant               | 5:51  |
| 11. | "In the Evening" (from In Through the Out Door, 1979)       | Jones, Page, and Plant        | 6:49  |

CD 3 (Americano apenas, lançado em 1992)
Profiled
- 1) Led Zeppelin Profile
- 2–8) Jimmy Page Station Liners
- 9–16) Jimmy Page interview
- 21–32) Robert Plant interview
- 33–43) John Paul Jones interview

## Ligações Externas
- Atlanticrecords.com Remasters